# Vaskeresztes
Vaskeresztes es un pueblo ubicado en el distrito de Szombathely, condado de Vas, Hungría.

## Superficie
Posee una superficie de 9,120 kilómetros cuadrados.

## Demografía
Hasta 2022 la población era de 342 habitantes, con una densidad de población de 37,50 habitantes por kilómetro cuadrado.